# Libor Kozák
Libor Kozák (* 30. Mai 1989 in Opava) ist ein tschechischer Fußballspieler auf der Position des Stürmers.

## Vereinskarriere
Kozák spielte in seiner Jugend für den SFC Opava, Anfang 2007 wurde der Stürmer in den Profikader aufgenommen, erhielt sofort einen Stammplatz und konnte das Vertrauen mit Toren zurückzahlen. In der Rückrunde der Zweitligasaison 2006/07 traf Kozák acht Mal in 15 Spielen. Diese Quote konnte der Angreifer in der Hinrunde der Spielzeit 2007/08 noch steigern, in 14 Begegnungen erzielte er zehn Treffer.
Im Januar 2008 wurde Kozák eine Woche lang vom englischen Erstligisten FC Portsmouth getestet.
Kozák wechselte im Juli 2008 zu Lazio Rom.
Kozák debütierte am 2. Mai 2009 im Alter von 19 Jahren beim 0:2 gegen Inter Mailand in der Serie A. Vor eigenem Publikum im Olympiastadion in Rom debütierte der Tscheche drei Tage später am 5. Mai, als er in der 66. Spielminute für Mauro Zárate eingewechselt wurde. Am letzten Spieltag der Saison 2008/09 stand Kozák erstmals in der Startaufstellung, Lazio unterlag in Turin gegen Juventus 0:2.
Mitte August 2009 wechselte Kozák auf Leihbasis zum Serie-B-Ligisten Brescia Calcio. Im Sommer 2010 kehrte Kozák nach Rom zurück. Am 18. September 2010 erzielte er gegen den AC Florenz in der 67. Minute den entscheidenden 2:1-Siegtreffer, obwohl er nur sieben Minuten vorher für Tommaso Rocchi eingewechselt wurde.
2013 wechselte er für 6,5 Mio. € zu Aston Villa, wo er einen vierjährigen Vertrag unterschrieb. Nach vier Jahren verließ er das Vereinigte Königreich wieder und wechselte zum FC Bari 1908. Ab Sommer 2018 folgten zwei halbjährige Engagements bei der AS Livorno und Slovan Liberec. Im Juli 2019 wechselte der Tscheche zu Sparta Prag. Mit der Mannschaft gewann er in seiner ersten Saison den nationalen Pokal. Zwei Jahre nach Ankunft in der tschechischen Hauptstadt schloss er sich dem Puskás Akadémia FC an. Im Sommer 2022 wechselte der Spieler zum 1. FC Slovácko.

## Nationalmannschaft
Kozáks gute Leistungen in der 2. Liga brachten ihm die Einberufung in die tschechische U-19-Auswahl im Herbst 2007, in seinen ersten vier Spielen schoss der Angreifer drei Tore. Zwischen 2009 und 2011 wurde Kozák in der tschechischen U-21-Nationalmannschaft eingesetzt. 2012 und 2013 spielte er für die A-Nationalmannschaft. 2019 folgte ein weiteres Spiel.

## Erfolge
- Italienischer Pokalsieger: 2008/09, 2012/13
- Torschützenkönig der UEFA Europa League: 2013[11]
- Torschützenkönig der Fortuna Liga 2019/20
- Tschechischer Pokalsieger: 2019/20